# Colegio Universitario Monseñor de Talavera
El Colegio Universitario Monseñor de Talavera (CUMT) es una institución privado-universitario venezolano, fue fundado en la ciudad de Caracas por decreto aprobado número 1134 del 20 de septiembre de 1975 y fue autorizado oficialmente bajo su funcionamiento por parte del Ejecutivo el 1 de agosto de 1978 ante una petición realizada por el Consejo Nacional de Universidades (CNU).
A principios de la década de los 80, se comenzó a expandir diferentes sedes por todo el país: se abrió por primera vez en Maracaibo (1981), Valencia (1986) y un Núcleo universitario en Cabimas (1989). A comienzo de los 90, se empezó abrir nuevos centros de estudios como Acarigua (1993), Puerto Ordaz (1997) y San Cristóbal (2000).
La universidad brinda servicios de internet, servicios de mejoramiento académico, cafetería, biblioteca, proveeduría estudiantil, programa de recreación deportiva y actividades culturales los fines de semana.

## Facultades

### Administración
- Asistencia Gerencial
- Administración de Personal
- Informática
- Contabilidad y Finanzas
- Secretariado Administrativo

### Banca y Finanzas
- Crédito y Cobranzas
- Transacciones Internacionales

### Diseño
- Gráfico
- Computarizado
- Creativo
- Técnico
- Moda

### Educación
- Educación Preescolar.
- Educación Especial.
- Educación Física.
- Preescolar.

### Comunicación Audiovisual
- Actor de Doblaje.
- Locución Radial.

- Datos: Q16550254